# نيلة أنيقة
نيلة أنيقة أو نيل أنيق (الاسم العلمي: Indigofera decora)، المعروف باسم الحُلْوَة الصيفية، هو نوع من الشجيرات، موطنها الأصلي الصين واليابان وأُدخلت إلى أستراليا وسريلانكا. تنتمي إلى جنس النيلة، وفصيلة بقولية وتستخدم بشكل أساسي لأغراض الزخرفة، على الرغم من أنها تستخدم أيضًا في صنع صبغة بلون النيلي.
النيلة الأنيقة هي شجيرة متساقطة الأوراق. غالبًا ما تنمو بطول من 1 إلى 2.5 قدم وعرضها من 3 إلى 4 أقدام. تتميز بأوراق ريشية مركبة يصل طولها إلى 8 بوصات مع 7-13 إهليليجية، وريقات خضراء داكنة. في الصيف، تنتج عناقيد إبطية من أزهار وردية فاتحة أو أرجوانية شبيهة بالبازلاء. قد يحتوي كأس الزهرة من كل عنصر من عشرين إلى أربعين زهرة، والكؤوس لها فصوص مثلثة واسعة.
تجود النيلة الأنيقة في التربة جيدة التصريف والمحايدة وقليلة القلوة. إنها تتحمل الحرارة والجفاف إلى حد ما، لكنها تستفيد من الظل بعد الظهر في البيئات الحارة والرطبة. يكون الجو باردًا في الولايات المتحدة في المناطق من 7 إلى 11.

## الضروب
هناك ثلاثة ضروب معروفة من النيلة الأنقية
- Indigofera decora var. chalara (ويليام غرانت كريب) Y.Y.Fang & C.Z.Zheng
- Indigofera decora var. cooperi (ويليام غرانت كريب) Y.Y.Fang & C.Z.Zheng
- Indigofera decora var. ichangensis (ويليام غرانت كريب) Y.Y.Fang & C.Z.Zheng